# حنان ماضي
حنان محمد ماضي مغنية مصرية بدأت مسيرتها الفنية عام 1989 وحققت شهرة جيدة خلال فترة التسعينيات. كانت بداية تألقها الفني مع تتر مسلسل اللقاء الثاني وعرفها الجمهور أيضاً من خلال تتر مسلسل المال والبنون، ساهمت مع زوجها السابق الموسيقار ياسر عبد الرحمن في تقديم 4 ألبومات منها: ليلة عشق" 1992، و"احساس" 1996، و"شباك قديم" 1999.

## السيرة الذاتية
ولدت في القاهرة عام 1966، والدها هو محمد ماضي عازف الكمان في فرقة أم كلثوم، والذي كان يجلس في الصف الثاني، تعلمت الموسيقى منذ صغرها وكانت تتقن العزف على آله الكمان، التحقت بمعهد الكونسرفتوار، أثناء دراستها بالمعهد كان زملائها يستعينون بها كمطربة وليس كعازفة، عرفها أساتذة المعهد كصوت جميل، وعندما تولت سمحة الخولي عمادة المعهد، كانت تطلب منها الغناء مع العزف على الكمان.
انضمت حنان لأوركسترا المعهد، وسافرت معظم دول أوروبا كعازفة كمان مع الأوركستر، منها ألمانيا وبريطانيا والمجر وكندا، تعزف مقطوعات الموسيقي العالمية لكبار الكلاسيكيين. وتخرجت من المعهد بتقدير امتياز، لكنها لم تعين معيدة به، تعرفت بعد ذلك على عازف الكمان وقتها ياسر عبد الرحمن كما تعرفت علي عمر خيرت، وانضمت وياسر كعازفي كمان في فرقة عمر خيرت، ونفذا معه ألبوماته الموسيقية منها «العرافة والعطور الساحرة»، وكل أعماله الموسيقي التي اشتهرت خلال الثمانينيات، أكتشف اموسيقار عمر خيرت موهبتها الغنائية العالية.
أثناء تسجيل تترات مسلسل «اللقاء الثاني»، كانت حنان موجوده في الاستديو كعازفة كمان، وبسبب تأخر علي الحجار علي بدء التسجيل، طلب منها عمر خيرت مؤلف موسيقي المسلسل أن تسجل أغنية التتر بصوتها لحين وصول الحجار. سجلت حنان الأغنية بصوتها، وعندما حضر الحجار وسمع صوتها، طلب من عمر أن تصاحبه الغناء في التتر، ومن هنا أسمها الفني، لتعيد التجربة في تتر مسلسل «المال والبنون».
تزوجت من الموسيقار ياسر عبد الرحمن وساهما في إنتاج أول ألبوم لحنان ماضي «عصفور المطر»، وعرفها الجمهور بشكل جيد لتستمر التجربة الثرية بألبومات «في ليلة عشق» 1992، و«احساس» 1996، و«شباك قديم» 1999، ولكن بعد ذلك انفصلت عن زوجها ومع انحدار الذوق الموسيقي توقفت عن تقديم أي ألبومات واقتصرت على غناء تترات المسلسلات، وتحيي الآن بعض الحفلات في دار الأوبرا المصرية.

## المسيرة الفنية

### ألبومات
- عصفور في ليلة مطر
- ليله عشق 1992
- شباك قديم
- احساس

### تترات مسلسلات
- اللقاء الثاني (1990)
- المال والبنون (1995)
- الوشاح الأبيض (2000)
- البحار مندي (2002)
- حكاوي طرح البحر (2004)
- قصة الأمس (2008)
- آسيا (2013)
- الف ليله وليله (2015)
- مسلسل الوسية

### أغاني منفردة
- شدي الضفاير 1996
- إمبارح كان 1996
- البنت اللي سهرانة 2014

| السنة | الحدث                | الجائزة        | النتيجة  |
| ----- | -------------------- | -------------- | -------- |
| 2014  | مهرجان جوائز دير جست | أفضل تتر مسلسل | فـــــوز |

## وصلات خارجية
- حنان ماضي على موقع ميوزك برينز (الإنجليزية)
- حنان ماضي على موقع ديسكوغز (الإنجليزية)